# Partit Socialista de Xile
El Partit Socialista de Xile és un partit polític xilè que forma part de la coalició que governa actualment el país, anomenada Concertació de Partits per la Democràcia. Després de les eleccions de l'any 2005 el seu bloc parlamentari està format per 15 diputats i 8 senadors. El seu president és Camilo Escalona.
Era el partit del president Salvador Allende Gossens, el qual fou un dels seus fundadors el 1933. L'any 1969 es va unir a la coalició de centreesquerra de la Unidad Popular.
Després del cop d'estat de l'any 1973 va ser declarat il·legal junt a la resta de partits polítics, i es va fraccionar en diversos grups, que no es tornarien a unir fins al restabliment de la democràcia el 1990. A partir del restabliment de la democràcia es forma la coalició de centreesquerra entre socialistes i el Partit Democristià de Xile, formant la Concertació de Partits per la Democràcia que ha governat el país des de llavors.

## Història
Fundació i Declaració de Principis
El pensament socialista a Xile es remunta a mitjans del segle xix, quan Francisco Bilbao Barquín i Santiago Arcos Arlegui van aixecar el discurs de la igualtat en la societat xilena. Aquestes idees van prendre força en el món obrer a principis del segle xx i els ideals mutualistes, socialistes, anarquistes i comunistes es van difondre a través de l'escriptura i líders com Luis Emilio Recabarren. Per una altra part, l'impacte de la revolució bolxevic a Rússia va donar nous impulsos als moviments revolucionaris, que en la dècada dels vint es van identificar amb el moviment comunista mundial, sorgint el Partit Comunista de Xile.
La Gran Depressió de 1930 va submergir als sectors populars i mitjans del país en una greu crisi que els va portar a simpatitzar amb les idees socialistes, expressant-se en la instauració de la breu República Socialista, de 1932. La idea de fundar un partit polític que unís als diferents moviments que s'identificaven amb el socialisme va cristal·litzar amb la fundació del Partit Socialista de Xile, el 19 d'abril de 1933. D'aquesta forma, al carrer Serrano 150, van concórrer: 14 delegats del Partit Socialista Marxista conduïts per Eduardo Rodríguez Mazer; 18 de la Nova Acció Pública, liderats per l'advocat Eugenio Matte Hurtado; 12 delegats de l'Ordre Socialista, el principal exponent de la qual era l'arquitecte Arturo Bianchi Gundian; i 26 representants de l'Acció Revolucionària Socialista d'Oscar Schnake per a protocol·litzar l'Acta de Fundació, el seu Programa d'Acció Immediata i triar al seu Primer secretari General Executiu, Óscar Schnake.
La seva Declaració de Principis (extractes) va ser:
- El Partit Socialista adopta com mètode d'interpretació de la realitat el marxisme, enriquit i rectificat per totes les aportacions científiques del constant esdevenir social.
- El règim d'explotació capitalista basat en la propietat privada de la terra, dels instruments de producció, de canvi, de crèdit i de transport, ha de ser necessàriament reemplaçat per un règim econòmic socialista en què dita propietat privada es transformi en col·lectiva. La producció socialitzada s'organitza, segons una planificació científica, en benefici de tota la comunitat i la distribució es realitza conforme a les necessitats col·lectives i no amb fins de lucre o benefici particular.

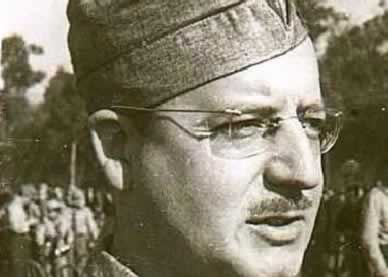
Un dels seus fundadors, Salvador Allende amb uniforme de milicià socialista

- Durant el procés de transformació total del sistema (capitalista), és necessari l'acció d'un govern revolucionari representatiu dels treballadors manuals i intel·lectuals. El nou règim socialista només pot néixer de la iniciativa i de l'acció revolucionària de les masses laborioses.
- La doctrina socialista és de caràcter internacional i exigeix una acció solidària i coordinada amb els treballadors del món. Per a realitzar aquest postulat, el Partit Socialista propugnarà la unitat econòmica i política dels pobles d'Hispanoamèrica per a arribar a la Federació de les Repúbliques Socialistes del Continent, com primer pas cap a la Confederació Mundial.
- El socialisme lluita per aconseguir, com a primera fase de la seva acció, l'establiment d'un règim que traci les línies generals d'una reestructura econòmica-social tendint a desenvolupar les forces productives, a superar l'endarreriment social, tècnic i cultural, i a eliminar la subordinació econòmica.

## Resultats electorals
| Any               | Diputats | Diputats | Diputats | Senadors | Senadors | Senadors |
| Any               | Vots     | %        | Escons   | Vots     | %        | Escons   |
| ----------------- | -------- | -------- | -------- | -------- | -------- | -------- |
| 1932              | 3245     | 0,99     | 1 / 142  |          |          |          |
| 1937              | 46.050   | 11,17    | 19 / 146 | 26.193   |          | 4 / 45   |
| 1941              | 80.377   | 17,85    | 17 / 147 | 37.857   | 16,21    | 5 / 45   |
| 1945              | 32.314   | 7,13     | 6 / 147  | s/d      |          | 2 / 45   |
| 1949              | 15.676   | 3,43     | 5 / 147  | 6818     | 2,72     | 2 / 45   |
| 1953              | 41.679   | 5,56     | 9 / 147  | 15.792   | 4,61     | 1 / 45   |
| 1957              | 38.783   | 10,67    | 7 / 147  | s/d      |          | 2 / 45   |
| 1961              | 149.122  | 11,13    | 12 / 147 | 83.279   | 13,58    | 7 / 45   |
| 1965              | 241.593  | 10,58    | 15 / 147 | 147.641  | 11,15    | 3 / 45   |
| 1969              | 294.448  | 12,76    | 15 / 150 | 120.629  | 11,99    | 3 / 50   |
| 1973              | 678.796  | 18,70    | 28 / 150 | 392.469  | 17,84    | 7 / 50   |
| Dictadura militar |          |          |          |          |          |          |
| 1993              | 803.719  | 11,93    | 15 / 120 | 238.405  | 12,72    | 5 / 38   |
| 1997              | 640.397  | 11,05    | 11 / 120 | 617.947  | 14,58    | 4 / 38   |
| 2001              | 614.434  | 10,00    | 10 / 120 | 254.905  | 14,71    | 5 / 38   |
| 2005              | 663.561  | 10,05    | 15 / 120 | 576.045  | 12,07    | 8 / 38   |
| 2009              | 647.533  | 10,02    | 11 / 120 | 175.017  | 9,23     | 5 / 38   |
| 2013              | 690.620  | 11,13    | 17 / 120 | 728.455  | 16,16    | 6 / 38   |
| 2017              | 585.128  | 9,76     | 19 / 155 | 125.247  | 7,52     | 7 / 43   |
| 2021              | 343.437  | 5,43     | 13 / 155 | 313.869  | 6,74     | 7 / 50   |

### Eleccions municipals
| Any               | Alcaldes | Alcaldes | Alcaldes    | Regidors | Regidors | Regidors    |
| Any               | Vots     | %        | Escons      | Vots     | %        | Escons      |
| ----------------- | -------- | -------- | ----------- | -------- | -------- | ----------- |
| 1933              |          |          |             | s/d      |          |             |
| 1935              | 517      | 0,16     | 3 / 1.359   |          |          |             |
| 1938              | 49.506   | 10,20    | 96 / 1.485  |          |          |             |
| 1941              | 70.432   | 14,46    | 166 / 1.469 |          |          |             |
| 1944              | 42.250   | 8,48     | 118 / 1.525 |          |          |             |
| 1947              | 48.150   | 8,72     | 109 / 1.542 |          |          |             |
| 1950              | 21.602   | 3,51     | 31 / 1.552  |          |          |             |
| 1953              | 25.034   | 3,32     | 23 / 1.552  |          |          |             |
| 1956              | 10.563   | 1,56     | 8 / 1.552   |          |          |             |
| 1960              | 119.506  | 10,17    | 124 / 1.558 |          |          |             |
| 1963              | 229.645  | 11,48    | 120 / 1.630 |          |          |             |
| 1967              | 324.965  | 14,18    | 198 / 1.630 |          |          |             |
| 1971              | 633.367  | 22,64    | 367 / 1.653 |          |          |             |
| Dictadura militar |          |          |             |          |          |             |
| 1992              | Nota 2   | Nota 2   | Nota 2      | 547.031  | 8,53     | 174 / 1.748 |
| 1996              | Nota 2   | Nota 2   | Nota 2      | 702.482  | 11,15    | 213 / 1.789 |
| 2000              | Nota 2   | Nota 2   | Nota 2      | 735.209  | 11,28    | 213 / 1.783 |
| 2004              | 744.678  | 11,80    | 45 / 345    | 667.235  | 10,90    | 255 / 2.144 |
| 2008              | 594.186  | 9,34     | 30 / 345    | 622.552  | 11,17    | 250 / 2.146 |
| 2012              | 547.313  | 9,87     | 70 / 345    | 556.702  | 10,43    | 219 / 2.224 |
| 2016              | 380.298  | 8,00     | 25 / 345    | 487.339  | 10,72    | 299 / 2.240 |
| 2021              | 371.331  | 5,01     | 22 / 345    | 525.532  | 8,66     | 274 / 2.252 |
| 2024              | 475.858  | 4,07     | 48 / 345    | 622.462  | 6,06     | 215 / 2.252 |

Nota1: Els resultats de l'elecció de regidors de 2016 inclou als independents secundats pel partit dins del pacte «Nueva Mayoría para Chile».
Nota2: Entre 1992 i 2000 es votava només per a elegir regidors. En 1992 va haver-hi alcaldes que van compartir la meitat del període amb un altre regidor. A partir de 2004 es realitzen les votacions d'alcalde i regidors per separat.